# 제2병참단
제2병참단(2d Quartermaster Group)은 냉전 동안 주독 미군과 주한 미군으로 활동하였던 미국 육군 병참대의 집단이었다.
고유부대휘장(DUI)은 1984년 11월 9일에 승인되었다.

## 역사

### 주독 미군
부대는 1950년 12월 20일, 슈투트가르트 교외 Kornwestheim에서 집단이 창설되었다. 이듬해, 1951년 4월 1일에 맥스웰 에머슨 대령이 단장에 임명되었고, 6월 1일에 루드윅부르크 로스(Roth)에서 제35병참대대, 뉘른베르크에서 제56병참대대, 하나우 다름슈타트에서 제14병참대대, 뮌헨에서 제15병참대대가 제2병참단의 예속부대로 창설되었다. 기능을 완전히 발동할 수 있게 된 부대는 기센 창(Giessen Depot)에 본부를 두고 임무를 시작하였다.
1958년 7월 17일, 미국 유럽 육군은 북부, 서부지역사령부의 지원을 위해 병참단을 하나우에서 창설하였다. 부대가 구상이 덜된 상태여서 이름이 없었기에, 지명을 따서 하나우 병참단이라 불렀다. 이 부대로 제2병참단 휘하의 제14,15병참대대이 하나우 병참단으로 전속하였고, 12월 1일 제6병참단으로 개편되었다.
1960년 1월 4일, 제56병참대대가 제6병참단으로 전속하였다.
1961년 9월 29일, 독일 프레이함에서 제242병참대대가 재소집되었다.
1965년 6월 25일, COSTAR 계획에 따라 부대기 반납식을 한 뒤, 제47병참단과 합쳐져 제3지원여단으로 조직되었다. 그리고 하나우의 제6병참단과 제51병기단이 합쳐져 제2지원여단을 조직하였다.
- 제14병참대대 - 하나우 다름슈타트; 1951년 10월 16일 ~ 1958년 10월 1일, 제6병참단 전속
- 제15병참대대 - 뮌헨; 1951년 10월 21일 ~ 1958년 10월 1일, 제6병참단 전속
- 제35병참대대 - 루드윅부르크, 로스; 1951년 6월 1일 ~ 1965년 6월 25일
- 제56병참대대 - 뉘른베르크; 1951년 10월 9일 ~ 1960년 1월 4일, 제6병참단 전속
- 제95병참대대; 1957년 2월 20일 ~ 1965년 6월 25일
- 제242병참대대 - Freiham; 1961년 9월 25일 ~ 1965년 6월 25일

### 주한 미군
1984년 9월 16일, 제19지원사령부의 주한 연료보급체계(Petroleum Distribution System, Korea (PDSK))이 재조정되어 제2병참단이 재소집되었다. 제20, 78, 114병참중대를 예속하고, 한반도에서 주한 미군에 대한 석유, 오일, 연료(POL) 배급임무를 수행하였다.
- 제20병참중대; 1984년 9월 16일 ~ ?
- 제78병참중대; 1984년 9월 16일 ~ ?
- 제114병참중대 (연료 운용); 1984년 9월 16일 ~ ?

## 역대 단장
- 1951년 4월 1일, 대령 맥스웰 에머슨 (Maxwell Emerson)
- 1952년 7월 23일, 대령 베포드 E. 피츠먼 (Beuford E. Pittman)
- 1954년 10월 10일, 대령 케네스 K. 허스트 (Kenneth M. Hurst)
- 1956년 4월 13일, 대령 제임스 D. 올데트리 (James D. Ogletree)
- 1958년 7월, 대령 롤랜드 F. 하트먼 (Roland F. Hartman)
- 1958년 11월 10일, 대령 하워드 K. 커닝 (Howard F. Kuenning)
- 1959년 12월, 중령 데이브 프라이스 (Dave Price)
- 1960년 1월 3일, 대령 로버트. M. 스테그마이어 (Robert M. Stegmaier)
- 1961년 7월 28일, 대령 프랭크 J. 스타넥 (Frank J. Stanek)
- 196?년, 대령 블랙웰 (Blackwell)
- 1964년 7월 18일, 대령 프레드릭 C. 보트 (Fredric C. Bott)

## 기록

### 소속
- 제19지원사령부, 1984년 9월 16일

### 계보
- (시기불명), Headquarters and Headquarters Detachment, 2nd Quartermaster Group
→제2병참단, 본부 및 본부분견대

### 전역
| 스트리머                   | 내역     | Ref   |
| -------------------------- | -------- | ----- |
| 제2차 세계 대전, 유럽 전구 | 중앙유럽 | [ 3 ] |

## 참고
1. ↑  “2 Quartermaster Group”. 문장학 연구소. 1984년 11월 9일. 2017년 1월 29일에 원본 문서에서 보존된 문서. 2018년 6월 25일에 확인함.
2. ↑  Carter, Donald A. (2015). “Forging the Shield: The U.S. Army in Europe, 1951-1962” (PDF) (영어). 워싱턴 D.C.: 미국 육군 역사관: 72. ISBN 9780160927553. 2017년 12월 1일에 원본 문서 (PDF)에서 보존된 문서. 2019년 3월 29일에 확인함.
3. ↑  “General Orders No.116” (PDF) (영어). Washington D.C.: United States War Deparment. 1945년 12월 12일. 2019년 3월 30일에 확인함.

- “2nd Quartermaster Group”. 《www.usarmygermany.com》 (영어). 2018년 6월 25일에 확인함.